# 搖擺州

2024年美國總統選舉結果与全国普选结果之间的差异，蓝色表示民主党候选人賀錦麗在该州得票率高于全国平均得票率，相应的紅色则表示共和黨在任总统唐纳德·特朗普在该州的得票率高于全国平均。颜色的深浅即表示了差异的大小。搖擺州一般的情況是過去總統選舉，勝出候選人的得票率只贏不多於5個百分點。

搖擺州（英語：Swing state），也稱戰場州（英語：Battleground state）、游離州、關鍵州或紫州，是指美國總統選舉中，沒有特定候選人或政黨坐擁壓倒性支持度以取得選舉人票的州份。這些州是民主、共和兩黨在總統選舉中的爭取目標，因為贏得這些州的選舉人票對獲勝十分重要。非搖擺州有時亦稱安全州（safe state），因為候選人已有足夠支持，可以安全地假設將贏得該州的選舉人票，而不會使用大量時間和金錢出席該州的競選活動。

## 沿革
在美國總統選舉中，選舉人團制度讓每一個州來決定選舉人票的分配方法。除了緬因州和內布拉斯加州外，其餘州份都採取勝者全取制，意即贏得最多普選票的候選人就可以全取該州的所有選舉人票。因為總統候選人在該州已有相當大機會勝出，就無須大動作花費時間或金錢。這些有傾向的州份當中，支持民主黨的稱爲藍州，支持共和黨的稱爲紅州。而搖擺州一般在普選票只贏少於5個百分點。
自2000年代以來，民主黨候選人可以輕鬆贏得加利福尼亞州、俄勒岡州、华盛顿州、明尼蘇達州、伊利諾州、維吉尼亞州、紐約州、佛蒙特州、麻薩諸塞州、康乃狄克州、羅德島州、紐泽西州、马里兰州、德拉瓦州、夏威夷州、緬因州（除了該州的第二國會選區）以及首都華盛頓特區）；共和黨候選人可以輕鬆贏得印第安納州、阿拉巴馬州、密西西比州、南卡羅來納州、路易斯安那州、阿肯色州、肯塔基州、田纳西州、西維吉尼亞州、蒙大拿州、懷俄明州、猶他州、愛達荷州、南达科他州、北达科他州、堪萨斯州、俄克拉荷马州、阿拉斯加州、內布拉斯加州（除了該州的第二國會選區）。所以兩黨候選人都會花時間、金錢和精力在那些雙方都沒有明顯優勢的搖擺州上，傳統上競爭激烈的搖擺州有賓夕凡尼亞州、北卡羅來納州、亚利桑那州、威斯康辛州、密西根州、內華達州等。
2016年前，俄亥俄州一直被視為最具影響力的搖擺州，候選人幾乎都必定是在贏下俄亥俄州的情況下才當選，而且从来没有共和党候选人在输掉俄亥俄州的情况下當選（除了最新一次的2020年，上次贏得俄亥俄州卻輸掉選舉的总统候选人是1960年的理查德·尼克松），美國人還有「贏得俄亥俄，贏全國寶座」（“As Ohio Goes, So Goes the Nation”）一說。而擁有19張選舉人票的賓夕凡尼亞州，以及30張選舉人票的佛羅里達州也是大眾關注的搖擺州。
自2016年以来，一些摇摆州竞争已经减弱，民主党在科羅拉多州、新墨西哥州、維吉尼亞州开始逐渐占据优势；共和党在俄亥俄州、佛羅里達州、愛荷華州开始逐渐占据优势。2016年與2020年近兩屆選舉中，选战激烈的搖擺州主要有賓夕法尼亞州、威斯康辛州、密歇根州、北卡罗来纳州、佛罗里达州、喬治亞州、亞利桑那州、内华达州等。另外，賓州的伊利郡跟北安普頓郡，因為在歷屆大選中多次命中贏家，被視爲是最能反映選舉結果的「章魚郡」。
2024年總統選舉公認的搖擺州為以下六州：內華達州、亞利桑那州、喬治亞州、賓夕法尼亞州、密西根州、威斯康辛州，另外偏紅的北卡羅萊納州因其距離民調誤差值非常接近，也被列為第七個主要搖擺州。所有搖擺州當中以賓州的選舉人票數最多，競爭也最為激烈，是重中之重，媒體亦因此形容「得賓州得天下」，最終共和黨候選人特朗普成功令賓州再度搖擺，由藍變紅，也贏得此次選舉的勝利。

## 歷史上的主要搖擺州
21世纪以来的总统选举摇摆州（變天的州份）
- 2000年美國總統選舉：佛羅里達州、路易斯安那州、阿肯色州、密蘇里州、肯塔基州、田納西州、俄亥俄州、西維吉尼亞州、內華達州、亞利桑那州、新罕布夏州。
- 2004年美國總統選舉：新罕布夏州、愛荷華州、新墨西哥州。
- 2008年美國總統選舉：科羅拉多州、新墨西哥州、佛羅里達州、內華達州、愛荷華州、印第安纳州、俄亥俄州、弗吉尼亚州、北卡羅萊納州。
- 2012年美國總統選舉：印第安納州、北卡羅萊納州。
- 2016年美國總統選舉：宾夕法尼亚州、威斯康辛州、密西根州、愛荷華州、俄亥俄州、佛羅里達州。
- 2020年美國總統選舉：宾夕法尼亚州、威斯康辛州、密歇根州、佐治亚州、亚利桑那州。
- 2024年美國總統選舉：宾夕法尼亚州、威斯康辛州、密歇根州、佐治亚州、亚利桑那州、內華達州。

| 2024年大选   | 得票率差异      | 2020年大选   | 得票率差异    | 2016年大选   | 得票率差异      | 2012年大选   | 得票率差异   | 2008年大选   | 得票率差异    | 2004年大选   | 得票率差异           | 2000年大选   | 得票率差异           |
| ------------ | --------------- | ------------ | ------------- | ------------ | --------------- | ------------ | ------------ | ------------ | ------------- | ------------ | -------------------- | ------------ | -------------------- |
| 新泽西州     | 5.91% 民主党    | 新罕布什尔州 | 7.35% 民主党  | 缅因州       | 2.96% 民主党    | 威斯康辛州   | 6.94% 民主党 | 内华达州     | 12.49% 民主党 | 宾夕法尼亚州 | 2.50% 民主党         | 明尼苏达州   | 2.40% 民主党         |
| 弗吉尼亚州   | 5.78% 民主党    | 明尼苏达州   | 7.11% 民主党  | 内华达州     | 2.42% 民主党    | 内华达州     | 6.68% 民主党 | 宾夕法尼亚州 | 10.32% 民主党 | 新罕布什尔州 | 1.37% 民主党         | 俄勒冈州     | 0.44% 民主党         |
| 明尼苏达州   | 4.24% 民主党    | 密歇根州     | 2.78% 民主党  | 明尼苏达州   | 1.52% 民主党    | 艾奥瓦州     | 5.81% 民主党 | 明尼苏达州   | 10.24% 民主党 | 威斯康辛州   | 0.38% 民主党         | 艾奥瓦州     | 0.31% 民主党         |
| 新罕布什尔州 | 2.78% 民主党    | 内华达州     | 2.39% 民主党  | 新罕布什尔州 | 0.37% 民主党    | 新罕布什尔州 | 5.58% 民主党 | 新罕布什尔州 | 9.61% 民主党  | 艾奥瓦州     | 0.67% 共和黨         | 威斯康辛州   | 0.22% 民主党         |
| 威斯康辛州   | 0.87% 共和黨    | 宾夕法尼亚州 | 1.16% 民主党  | 密歇根州     | 0.23% 共和黨    | 宾夕法尼亚州 | 5.39% 民主党 | 艾奥瓦州     | 9.53% 民主党  | 新墨西哥州   | 0.79% 共和黨         | 新墨西哥州   | 0.06% 民主党         |
| 密歇根州     | 1.41% 共和黨    | 威斯康辛州   | 0.63% 民主党  | 宾夕法尼亚州 | 0.72% 共和黨    | 科罗拉多州   | 5.37% 民主党 | 科罗拉多州   | 8.95% 民主党  | 俄亥俄州     | 2.11% 共和黨         | 佛罗里达州   | 0.01% 共和黨         |
| 宾夕法尼亚州 | 1.71% 共和黨    | 亚利桑那州   | 0.31% 民主党  | 威斯康辛州   | 0.77% 共和黨    | 弗吉尼亚州   | 3.87% 民主党 | 弗吉尼亚州   | 6.30% 民主党  | 内华达州     | 2.59% 共和黨         | 新罕布什尔州 | 1.27% 共和黨         |
| 佐治亚州     | 2.20% 共和黨    | 佐治亚州     | 0.24% 民主党  | 佛罗里达州   | 1.20% 共和黨    | 俄亥俄州     | 2.98% 民主党 | 俄亥俄州     | 4.59% 民主党  | 科罗拉多州   | 4.67% 共和黨         | 密苏里州     | 3.34% 共和黨         |
| 内华达州     | 3.10% 共和黨    | 北卡罗来纳州 | 1.35% 共和黨  | 亚利桑那州   | 3.55% 共和黨    | 佛罗里达州   | 0.88% 民主党 | 佛罗里达州   | 2.82% 民主党  | 佛罗里达州   | 5.01% 共和黨         | 俄亥俄州     | 3.51% 共和黨         |
| 北卡罗来纳州 | 3.21% 共和黨    | 佛罗里达州   | 3.36% 共和黨  | 北卡罗来纳州 | 3.66% 共和黨    | 北卡罗来纳州 | 2.04% 共和黨 | 印第安纳州   | 1.03% 民主党  | 密苏里州     | 7.20% 共和黨         | 内华达州     | 3.55% 共和黨         |
| 亚利桑那州   | 5.53% 共和黨    | 得克萨斯州   | 5.58% 共和黨  | 佐治亚州     | 5.13% 共和黨    | 佐治亚州     | 7.82% 共和黨 | 北卡罗来纳州 | 0.33% 民主党  | 弗吉尼亚州   | 8.20% 共和黨         | 田纳西州     | 3.86% 共和黨         |
| 全国普选     | 1.48% 共和黨    | 全国普选     | 4.45% 民主党  | 全国普选     | 2.10% 民主党    | 全国普选     | 3.86% 民主党 | 全国普选     | 7.27% 民主党  | 全国普选     | 2.46% 共和黨         | 全国普选     | 0.52% 民主党         |
| 当选总统     | 共和黨唐納·川普 | 当选总统     | 民主党喬·拜登 | 当选总统     | 共和黨唐納·川普 | 当选总统     | 民主党奥巴马 | 当选总统     | 民主党奥巴马  | 当选总统     | 共和黨乔治·沃克·布什 | 当选总统     | 共和黨乔治·沃克·布什 |

## 批評
- 搖擺州讓總統候選人只須集中於競選相關的州份，而較少需要在其他州份競選。
- 搖擺州選民成為美國選舉的重要持份者，但僅代表少數民意，而全國各地的選民，包括藍州的共和黨選民和紅州的民主黨選民的意願會被忽視。
- 搖擺州選民的少數取態足以影響和改變選舉結果，對較少影響力的全國各地其餘選民不公平。

## 歷屆搖擺州得勝者一覽表
| 州           | 選舉年份                           | 選舉年份                       | 選舉年份                          | 選舉年份                          | 選舉年份                           | 選舉年份                           | 選舉年份                         | 選舉年份                   | 選舉年份                  | 選舉年份 |
| 州           | 1992 比尔·克林顿 vs. 乔治·H·W·布什 | 1996 比尔·克林顿 vs. 鲍勃·多尔 | 2000 乔治·沃克·布什 vs. 阿尔·戈尔 | 2004 乔治·沃克·布什 vs. 約翰·克里 | 2008 贝拉克·奥巴马 vs. 約翰·麥凱恩 | 2012 贝拉克·奥巴马 vs. 米特·羅姆尼 | 2016 唐納·川普 vs. 希拉莉·克林顿 | 2020 唐納·川普 vs. 喬·拜登 | 2024 賀錦麗 vs. 唐納·川普 |          |
| 當選者       | 克林顿                             | 克林顿                         | 小布什                            | 小布什                            | 奥巴马                             | 奥巴马                             | 川普                             | 拜登                       | 川普                      |          |
| ------------ | ---------------------------------- | ------------------------------ | --------------------------------- | --------------------------------- | ---------------------------------- | ---------------------------------- | -------------------------------- | -------------------------- | ------------------------- | -------- |
| 亞利桑那州   | 老布什                             | 克林顿                         | 小布什                            | 小布什                            | 麥凱恩                             | 羅姆尼                             | 川普                             | 拜登                       | 川普                      |          |
| 科羅拉多州   | 克林顿                             | 多尔                           | 小布什                            | 小布什                            | 奥巴马                             | 奥巴马                             | 希拉莉                           | 拜登                       |                           |          |
| 佛罗里达州   | 老布什                             | 克林顿                         | 小布什                            | 小布什                            | 奥巴马                             | 奥巴马                             | 川普                             | 川普                       | 川普                      |          |
| 喬治亞州     | 克林顿                             | 多尔                           | 小布什                            | 小布什                            | 麥凱恩                             | 羅姆尼                             | 川普                             | 拜登                       | 川普                      |          |
| 艾奥瓦州     | 克林顿                             | 克林顿                         | 戈尔                              | 小布什                            | 奥巴马                             | 奥巴马                             | 川普                             | 川普                       | 川普                      |          |
| 密西根州     | 克林顿                             | 克林顿                         | 戈尔                              | 克里                              | 奥巴马                             | 奥巴马                             | 川普                             | 拜登                       | 川普                      |          |
| 内华达州     | 克林顿                             | 克林顿                         | 小布什                            | 小布什                            | 奥巴马                             | 奥巴马                             | 希拉莉                           | 拜登                       | 川普                      |          |
| 新罕布什尔州 | 克林顿                             | 克林顿                         | 小布什                            | 克里                              | 奥巴马                             | 奥巴马                             | 希拉莉                           | 拜登                       |                           |          |
| 新墨西哥州   | 克林顿                             | 克林顿                         | 戈尔                              | 小布什                            | 奥巴马                             | 奥巴马                             | 希拉莉                           | 拜登                       |                           |          |
| 北卡羅萊納州 | 老布什                             | 多尔                           | 小布什                            | 小布什                            | 奥巴马                             | 羅姆尼                             | 川普                             | 川普                       | 川普                      |          |
| 俄亥俄州     | 克林顿                             | 克林顿                         | 小布什                            | 小布什                            | 奥巴马                             | 奥巴马                             | 川普                             | 川普                       | 川普                      |          |
| 宾夕法尼亚州 | 克林顿                             | 克林顿                         | 戈尔                              | 克里                              | 奥巴马                             | 奥巴马                             | 川普                             | 拜登                       | 川普                      |          |
| 維珍尼亞州   | 老布什                             | 多尔                           | 小布什                            | 小布什                            | 奥巴马                             | 奥巴马                             | 希拉莉                           | 拜登                       |                           |          |
| 威斯康辛州   | 克林顿                             | 克林顿                         | 戈尔                              | 克里                              | 奥巴马                             | 奥巴马                             | 川普                             | 拜登                       | 川普                      |          |
| 印第安納州   | 老布希                             | 多爾                           | 小布希                            | 小布希                            | 歐巴馬                             | 羅姆尼                             | 川普                             | 川普                       | 川普                      |          |